# Херрик, Сэмюэл
Сэ́мюэл Хе́ррик (англ. Samuel Herrick; 29 мая 1911, Мадисон, Виргиния — 1975 или март 1974) — американский астроном, который специализировался на небесной механике и проводил важные исследования предшествующие развитию пилотируемой космонавтики. 
Сэмюэл Геррик родился 29 мая 1911 года в округе Мадисон, штат Вирджиния и получил степень бакалавра Уильямс-колледж в 1932 году. Он приехал в Калифорнийский университет в Беркли, в котором занимался изучением небесной механики, и где в 1936 году получил докторскую степень. Вся его научная деятельность была посвящена упрощению и развитию расчётов орбиты малых планет и других небесных тел, а затем и космических аппаратов. Среди интересных работ расчёт орбит астероидов (1580) Бетулия и (1685) Торо; причём последний находится в орбитальном резонансе с Землёй и Венерой. Херрик первым обратил внимание на важность этой отрасли небесной механики в преддверии пилотируемых космических полётов. Таким образом, за два десятилетия до запуска первого спутника, он начал заниматься расчётами орбит искусственных спутников. Вскоре после Второй мировой войны он начал вести курсы в Лос-Анджелесе по определению орбиты и космической навигацией искусственных аппаратов. На то время это были новаторские курсы такого типа в мире.
В 1946 году вместе с P. V. H. Weems стал соучредителем Института навигации (англ.) и занимал должность его президента с 1951 по 1953 год. Часто печатался в научных журналах и проводил консультации для многих крупных американских фирм, например, Northrop Corporation, Ford, TRW (англ.), North American Aviation, General Electric и Republic Aviation. В 1948-1949 году работал сотрудником института вычислительной математики Национального Бюро Стандартов.
За исключением короткого периода в середине 30-х научная карьера Херрика проходила в Лос-Анджелесе, где он, начав работать простым преподавателем астрономии, в 1937 году стал доцентом, в 1942 — адъюнкт-профессором, а в 1952 году — профессором. Дважды занимал должность председателя отделения. В 1962 году перешёл в технический отдел, в качестве профессора на кафедре астрономии и машиностроения (позже названной кафедрой космонавтики и механики), где он руководил исследованием ряда выдающихся учеников.
В 1952-1953 годах занимал должность председателя Тихоокеанского астрономического общества. В знак признания его выдающегося вклада в космонавтику и космическую навигацию, был избран членом Международной астронавтической федерации, а также Международной академии астронавтики.
В честь него назван астероид (1579) Херрик.